# Motorola 6809
Motorola 6809 är en 8-bitars processor tillverkad av det amerikanska företaget Motorola. Processorn introducerades i slutet av 70-talet.
Den hade två 8-bitars ackumulatorer som även kunde kombineras till en 16-bitars. I likhet med 6800 och 6502 har 6809 ett direct page adresseringsläge för att kunna komma åt ett visst minnesområde en klockcykel snabbare. Med 6809 kan man dock specificera vilken del av minnesarean som ska användas vilket gör det mycket kraftfullare. 6809 hade även hårdvarustöd för multiplikation.
6809 anses vara en av de kraftfullaste 8-bitars processorerna.